# Síndrome de La Habana
El síndrome de La Habana hace referencia a un conjunto de signos y síntomas declarados inicialmente por el personal de las embajadas de Estados Unidos y Canadá en Cuba, que se remonta a finales de 2016; y posteriormente en algunos otros países. En 2021 se hallaron casos del síndrome en trabajadores de la embajada y espías en otros países como Austria, Alemania y los propios EE. UU.
En 2017, el entonces presidente de los EE.UU., Donald Trump, acusó a Cuba de perpetrar ataques no especificados que causaron estos síntomas. Posteriormente, Estados Unidos redujo al mínimo el personal de su embajada en respuesta a los supuestos ataques. En 2018, varios diplomáticos estadounidenses en China informaron de problemas similares a los declarados en Cuba; así como agentes encubiertos de la CIA que operaban en otros países y que estaban negociando con estos sobre formas de contrarrestar las operaciones encubiertas de Rusia.
Estudios posteriores que tuvieron como sujetos a los diplomáticos presuntamente afectados en Cuba, publicados en la revista JAMA en 2018, encontraron evidencia de que los diplomáticos habían sufrido algún tipo de lesión cerebral, pero fueron incapaces de determinar la causa de estas lesiones. Si bien no existe un consenso de expertos sobre la causa de los síntomas, un coautor del estudio de JAMA consideró como «principal sospechoso» el uso de armas de microondas. Un comité de expertos de las Academias Nacionales de Ciencias, Ingeniería y Medicina de EE. UU. concluyó en diciembre de 2020 que la energía de microondas (específicamente, energía de RF pulsada dirigida) "parece haber sido el mecanismo más plausible para explicar estos casos que el comité consideró" pero que "toda causa posible queda dentro de un contexto especulativo".
En mayo de 2021, se habían identificado un total de 130 casos de daño cerebral relacionado con el síndrome de La Habana en diplomáticos, espías y funcionarios de defensa de los EE.UU, según una publicación de The New York Times.
Se ha sugerido, asimismo, que el síndrome se deba a un fenómeno de histeria de masas, o que se trate de una operación propagandística de Estados Unidos y algunos de sus aliados contra países ajenos a su órbita de influencia.
En marzo de 2023, siete agencias de inteligencia de los Estados Unidos completaron una revisión de los casos propuestos del Síndrome de La Habana y publicaron un informe no clasificado con el consenso de que «la inteligencia disponible apunta constantemente en contra de la participación de adversarios de Estados Unidos en la causa de los incidentes informados» y que la participación de un adversario extranjero era «muy improbable».
Una investigación de abril de 2024 del medio ruso The Insider en colaboración con Der Spiegel y el programa 60 Minutes encontró que la unidad militar rusa 29155 recibieron premios y ascensos políticos por trabajos relacionados con el desarrollo de «armas acústicas no letales».

## Cuba

Cuba

En agosto de 2017, surgieron varios informes que afirmaban que el personal diplomático americano y canadiense en Cuba había experimentado problemas de salud inusuales e inexplicables que se remontaban a finales del 2016. El número de ciudadanos estadounidenses que experimentaron síntomas era de 26 a junio de 2018.

### Acontecimientos
Los síntomas generalmente poseían un inicio repentino: el sujeto comenzaba repentinamente a escuchar extraños ruidos rechinantes que percibían como provenientes de una dirección específica. Algunos lo experimentaron como una presión o una vibración; o como una sensación comparable a conducir un automóvil con la ventanilla parcialmente bajada. La duración de estos ruidos oscilaba entre 20 segundos y 30 minutos, y siempre ocurría mientras los diplomáticos estaban en casa o en habitaciones de hotel. Sin embargo, otras personas cercanas, como familiares e invitados en habitaciones vecinas, afirmaron no haber escuchado nada.

### Impacto en los diplomáticos estadounidenses
Algunas personas de la embajada de EE. UU. han declarado sufrir efectos a largo plazo en la salud, incluido un diplomático no identificado que, según afirma, ahora necesita de un audífono. El Departamento de Estado estadounidense declaró que los problemas de salud se debían o a un ataque, o a la exposición a un dispositivo aún desconocido, y declaró que, aunque no afirmaban que el gobierno cubano era el responsable de este, no publicarían a quién considerarían de esta condición. Las personas afectadas describían síntomas como pérdida de audición, pérdida de memoria y náuseas. Fuentes especulativas iniciales centraron sus sospechas en la utilización de un arma sónica, y algunos investigadores apuntaron al infrasonido como una posible causa.
En agosto de 2017, Estados Unidos expulsó a dos diplomáticos cubanos en respuesta a los supuestos ataques. Más adelante, en septiembre, el Departamento de Estado de EE. UU. Declaró que retiraría al personal no esencial de la embajada de EE. UU. y desaconsejó a los ciudadanos de EE. UU. viajar a Cuba. Un mes más tarde, en octubre de 2017, el presidente de Estados Unidos, Donald Trump, afirmó en unas declaraciones que creía que el gobierno de Cuba era el responsable.
El 2 de marzo de 2018, el Departamento de Estado de los EE. UU. anunció que continuaría dotando al personal de su embajada en La Habana del nivel mínimo requerido para realizar "funciones diplomáticas y consulares básicas" debido a preocupaciones sobre los supuestos ataques contra la salud del personal. Esta acción sirvió para extender indefinidamente las reducciones de personal, que ya habían sido implementadas de manera provisional.

#### Investigaciones del gobierno de EE. UU.
En enero de 2018, la Associated Press informó que un informe no publicado del FBI no había encontrado evidencia de la existencia de ataque intencional con ondas de sonido. Un informe de noviembre de 2018 en el New Yorker reveló que la investigación del FBI sobre los incidentes se había visto obstaculizada por el conflicto con la CIA y el Departamento de Estado; la CIA se había mostrado reacia a revelar, incluso a otras agencias gubernamentales de Estados Unidos, las identidades de los diplomáticos afectados, justificándolo con la posibilidad de que se produjesen posibles filtraciones. Las normas federales sobre privacidad de los registros médicos de los empleados también obstaculizaron la investigación, según el medio.
En enero de 2018, bajo la dirección del entonces Secretario de Estado de los EE. UU., Rex Tillerson, el Departamento de Estado convocó una Junta de Revisión de Responsabilidad, que es "un mecanismo interno del Departamento de Estado utilizado para revisar los incidentes de seguridad que involucran al personal diplomático".  El embajador retirado de Estados Unidos en Libia, Peter Bodde, fue elegido para dirigir la junta.

### Impacto en los diplomáticos canadienses
En marzo de 2018, una serie de resonancias magnéticas, junto con otras pruebas llevadas a cabo por el jefe de neurología del hospital de Pittsburgh en un número no especificado de diplomáticos canadienses, encontraron evidencia de daño cerebral que reflejaba lesiones similares a las supuestamente encontradas en sus homólogos estadounidenses. En la primavera de 2018, Global Affairs Canada, la agencia gubernamental canadiense a cargo del personal de sus embajadas y el resto de diplomáticos, puso fin a las asignaciones familiares a Cuba y retiró a todo el personal que tuviera familia allí. Varios de los canadienses que se vieron afectados en 2017 fueron incapaces de retomar su trabajo debido a la gravedad de sus dolencias. El hecho de que, a febrero de 2019, aún se desconocía la causa del síndrome de La Habana dificultó la investigación de la policía canadiense.
En 2019, el gobierno de Canadá anunció que estaba reduciendo el número de trabajadores de su embajada en La Habana después de que un decimocuarto diplomático canadiense reportara síntomas de síndrome de La Habana a fines de diciembre de 2018. En febrero de 2019, varios diplomáticos canadienses interpusieron una demanda contra el gobierno canadiense, argumentando que no los protegió ni abordó de inmediato los graves problemas de salud que padecieron. En respuesta a ello, el gobierno trató de desestimar la demanda, argumentando en noviembre de 2019 que este no había quebrantado sus deberes para con sus empleados. En los documentos del juicio, el gobierno había reconocido que varios de los catorce demandantes sufrieron síntomas similares a una conmoción cerebral, pero dijo que no se había determinado una causa definitiva o un diagnóstico médico. En una declaración de noviembre de 2019, Global Affairs Canada afirmó que continuaban "investigando las posibles causas de esos síntomas tan inusuales".

### Reacciones del gobierno cubano
Después de que los hechos se hicieran públicos, el ministro de asuntos exteriores cubano acusó a Estados Unidos de mentir sobre el incidente y negó que los síntomas de salud que habían sufrido los diplomáticos tuvieran alguna relación con el gobierno de Cuba.
El gobierno cubano se ofreció a cooperar con Estados Unidos en una investigación del caso. Empleó a unos 2000 científicos y agentes del orden que entrevistaron a 300 vecinos de diplomáticos, examinaron dos hoteles y realizaron evaluaciones médicas a personal no diplomático que podría haber estado expuesto. NBC informó que los funcionarios cubanos declararon que habían analizado muestras del aire y del suelo, y consideraron una variedad de productos químicos tóxicos como posibles causantes. También indagaron la posibilidad de que ondas electromagnéticas fueran las responsables, e incluso investigaron una posible relación entre los síntomas y picaduras de insectos de la zona, pero no encontraron nada que pudieran relacionar con los síntomas declarados. El FBI y las autoridades cubanas se reunieron para discutir la situación; el gobierno cubano declararía posteriormente que EE. UU. se había negado a compartir el historial médico de los diplomáticos con las autoridades cubanas, ni había permitido que los investigadores cubanos accediesen a las casas de los diplomáticos estadounidenses para realizar pruebas.

### Estudios sobre lesiones
A solicitud del gobierno de EE. UU., investigadores de la Universidad de Pensilvania examinaron a 21 diplomáticos afectados, y los resultados preliminares se publicaron en el Journal of the American Medical Association (JAMA) en marzo de 2018. El informe afirmó que "no encontró evidencia de anomalías en la sustancia blanca" en los diplomáticos afectados, más allá de lo que podría verse en un grupo de control de la misma edad, y describió "un nuevo síndrome en los diplomáticos que se asemeja a una conmoción cerebral persistente". Si bien algunos de los afectados se recuperaron rápidamente, otros tuvieron síntomas que duraron meses. El estudio concluyó que "los diplomáticos parecen haber sufrido lesiones generalizadas en las conexiones del cerebro". Algunos expertos criticaron el estudio, argumentando que no ofrecía "pruebas de que algún tipo de fuente de energía afectara a los diplomáticos, ni siquiera de que se hubiera producido un ataque". Los resultados de estudios posteriores del mismo equipo de la Universidad de Pensilvania, publicado en julio de 2019, hallaron que, en comparación con un grupo de control saludable, los diplomáticos que informaron lesiones habían experimentado daño cerebral; resonancias magnéticas avanzadas (específicamente res-fMRI, resonancia magnética multimodal y resonancia magnética de difusión) revelaron "diferencias en el volumen de sustancia blanca del cerebro en general, en el volumen local de sustancia gris y blanca, en la integridad microestructural cerebelosa y en la conectividad funcional de las subredes auditivas y visuoespaciales", pero no encontraron diferencias en las funciones ejecutivas. El estudio concluyó que el personal del gobierno de EE. UU. mostraba lesiones físicas consistentes con los síntomas que describieron, pero no expresó ninguna conclusión sobre la causa o fuente de la lesión. The New York Times informó que los "expertos externos que habían evaluado el estudios no llegaron a un consenso sobre las conclusiones del mismo. Algunos vieron nuevas pruebas importantes; otros dicen que es simplemente un primer paso hacia una explicación y que es difícil de interpretar dado el pequeño número de pacientes."

## Guangzhou, China
A principios de 2018, los diplomáticos estadounidenses en China comenzaron a afirmar sufrir síntomas similares a los declarados por los diplomáticos en Cuba. El primer incidente informado por un diplomático estadounidense en China fue en abril de 2018 en el consulado de Guangzhou, el consulado de Estados Unidos más grande en China. El empleado afirmó que había estado experimentando síntomas desde finales de 2017. Varias personas fueron llevadas de vuelta a los Estados Unidos para un examen médico. Otro incidente había sido reportado previamente por un empleado de USAID en la Embajada de los Estados Unidos en Taskent, Uzbekistán, en septiembre de 2017, que había sido descartado por el Departamento de Estado de EE. UU.
Como respuesta a una serie de preguntas del Comité de Asuntos Exteriores de la Cámara de Representantes de Estados Unidos el 23 de mayo de 2018, el secretario de Estado estadounidense Mike Pompeo confirmó que el personal diplomático en Guangzhou había declarado sufrir síntomas "muy similares" y "totalmente consistentes" con los reportados desde Cuba. El 6 de junio de 2018, The New York Times informó que al menos dos diplomáticos estadounidenses adicionales estacionados en el consulado de Guangzhou habían sido evacuados de China aunque observaba que "no está claro si las enfermedades son el resultado de ataques. Otras teorías han incluido toxinas, dispositivos de escucha que accidentalmente emitieron sonidos dañinos o incluso histeria masiva." En junio de 2018, el Departamento de Estado anunció que había conformado un grupo de trabajo especial designado para investigar los informes y expandió su advertencia sanitaria a toda China continental, a la vez que otros diplomáticos fuera de Guanzhou declaraban padecer síntomas que se asemejaban a los del resto de diplomáticos. La advertencia, sin embargo, recomendaba a cualquier persona que experimentara "fenómenos auditivos o sensoriales agudos inusuales acompañados de sonidos inusuales o ruidos penetrantes" que no intentase "localizar su origen".

## WashingtonD.C. y alrededores
En 2019, un funcionario de la Casa Blanca informó haber experimentado síntomas similares mientras paseaba a su perro en un suburbio de Washington en Virginia; el incidente se hizo público en 2020. En noviembre de 2020, un incidente similar fue denunciado en The Ellipse, un terreno adyacente al lado sur de la Casa Blanca. Ambos incidentes fueron similares a los que, según se informó, afectaron a decenas de trabajadores del equipo diplomático estadounidense en el extranjero, incluido personal de la CIA y del Departamento de Estado. Las agencias federales investigaron el incidente en The Ellipse, y los funcionarios del Departamento de Defensa informaron a los miembros del Comité de Servicios Armados del Senado y del Comité de Servicios Armados de la Cámara en abril de 2021. 
Los investigadores afirmaron ante los miembros del Congreso que no habían podido determinar la causa de los hechos ni quién era el responsable, aunque insinuaron que era posible que Rusia o China fueran los responsables.

## Teorías
Antes de 2019, algunos investigadores plantearon otras posibles causas de las lesiones, incluida la posibilidad de que el ultrasonido se diese través de distorsión de intermodulación causada por mal funcionamiento del equipo de vigilancia cubano; ruidos de grillos y exposición a pesticidas neurotóxicos. Más tarde se determinaría que la especulación inicial sobre una causa acústica o sónica era infundada. Se sugirió la posibilidad, también, de que los síntomas representaban episodios de histeria masiva, pero los investigadores de JAMA en 2018 consideraron que una "causa totalmente psicógena o psicosomática" era muy poco probable, dada la evidencia física de trauma cerebral. El informe de las Academias Nacionales de 2020 "consideró las exposiciones a sustancias químicas, las enfermedades infecciosas y los problemas psicológicos como posibles causas o factores agravantes de las lesiones", pero determinó que estas no eran causa probable de las lesiones.
El Departamento de Estado de EE. UU. afirmó en 2021 que su "investigación está en curso y es de alta prioridad" y que "aún no ha determinado una causa o culpable".  Algunos funcionarios señalaron al gobierno de Rusia como origen del incidente. Esta opinión fue compartida por analistas de la CIA, funcionarios del Departamento de Estado, expertos científicos externos y varias de las víctimas, que señalaron la "historia de Rusia con armas que causan lesiones cerebrales" (como la Guerra Fría y la "Señal de Moscú" en la embajada estadounidense en Moscú y un informe de la NSA de 2014 que generó sospechas de que Rusia había usado un arma de microondas para atacar la vivienda de una persona, causando daños al sistema nervioso) y el interés por parte de Rusia en interrumpir la cooperación entre los EE. UU., China y Cuba. Los diplomáticos estadounidenses estacionados en China y Cuba que declararon síntomas estaban trabajando para aumentar la cooperación con esos países, y algunos analistas de la CIA expresaron sospechas de que Rusia, por lo tanto, buscaba descarrilar su trabajo.

### Microondas
En una entrevista de 2018, Douglas H. Smith, coautor del estudio de JAMA, afirmó que las microondas eran "consideradas como el principal sospechoso" subyacente al fenómeno. Un estudio de 2018 publicado en la revista Neural Computation por Beatrice Alexandra Golomb rechazó la idea de que un ataque sónico fuera la fuente de los síntomas y concluyó que los hechos eran consistentes con la exposición pulsada a radiofrecuencia/radiación de microondas (RF/MW) como fuente de lesión. Golomb escribió que la naturaleza de los ruidos reportados por los diplomáticos era consistente con los sonidos causados por RF/MW pulsados a través del efecto Frey; que los signos y síntomas declarados por los diplomáticos coincidían con los síntomas de la exposición a RF/MW (problemas de sueño, cognición, visión, equilibrio, habla; dolores de cabeza; sensaciones de presión o vibración; hemorragias nasales; lesión cerebral e inflamación cerebral); que el "estrés oxidativo proporciona un mecanismo documentado de lesión por RF/MW compatible con los signos y síntomas notificados"; y que en el pasado, la embajada de Estados Unidos en Moscú ya había sido objeto de un ataque a través de microondas. El neurocientífico Allan H. Frey, que da nombre al efecto Frey, consideró plausible la teoría de las microondas.
En diciembre de 2020, un estudio realizado por un comité de expertos de las Academias Nacionales de Ciencias, Ingeniería y Medicina de EE. UU., encargado por el Departamento de Estado, llegó a la conclusión de que "en general, la energía de RF pulsada dirigida [...] parece ser el mecanismo más plausible para explicar estos casos" pero que "toda causa sigue siendo especulativa" y que "el informe no debe ser interpretado como concluyente". El panel declaró que la falta de información (como datos de pruebas médicas sobre las personas afectadas) limitaba sus conclusiones sobre las posibles explicaciones del fenómeno. 
Algunos científicos, incluido el físico Peter Zimmerman, los bioingenieros Kenneth R. Foster y Andrei G. Pakhomov, y el neurólogo de UCLA Robert Baloh, consideran que la hipótesis de las microondas no es plausible, y Baloh calificó la conclusión de las Academias Nacionales de "ciencia ficción".

### Ultrasonidos
En marzo de 2018, Kevin Fu y un equipo de ingenieros informáticos de la Universidad de Míchigan informaron en un estudio que el ultrasonido, específicamente a través de distorsión de intermodulación de múltiples señales ultrasónicas inaudibles provenientes de equipos de vigilancia cubanos que no funcionan o están mal colocados, podría considerarse como un posible origen.
El personal estadounidense en Cuba realizó grabaciones sonoras que entregaron a la agencia periodística Associated Press. En enero de 2019, los biólogos Alexander L. Stubbs de la Universidad de California y Fernando Montealegre de la Universidad de Lincoln analizaron estas grabaciones y concluyeron que el sonido fue causado por el canto de llamada del grillo de cola corta de las Indias (Anurogryllus celerinictus) en lugar de un dispositivo tecnológico. Stubbs y Montealegre relacionaron la "frecuencia de repetición de pulso, espectro de potencia, estabilidad de frecuencia de pulso y oscilaciones por pulso" de la canción del grillo con la grabación. También observaron que "aunque las causas de los problemas de salud declarados por el personal de la embajada están más allá del alcance de este documento" y pidieron "una investigación más rigurosa sobre la fuente estos síntomas, incluidos los posibles efectos psicógenos, así como las posibles explicaciones fisiológicas no relacionadas con posibles ataques sónicos". Esta conclusión fue comparable a una hipótesis de 2017 de científicos cubanos de que el sonido de la misma grabación proviene de grillos de campo jamaicanos. Reuters informó que JASON, un grupo de físicos y científicos que asesoran al gobierno de Estados Unidos, determinó que "un grillo poco común de la jungla" era la causa de los sonidos en La Habana.

### Origen psicógeno
El sociólogo Robert Bartholomew, entre otros, argumentó en contra de la teoría de las microondas y sugirieron que el síndrome es un ejemplo de una enfermedad psicógena masiva. Bartholomew expresó su incredulidad ante el testimonio del director médico del Departamento de Estado, el Dr. Charles Rosenfarb, de que el departamento había "casi descartado la histeria masiva" como causa. En apoyo a su postura, Bartholomew señaló que el bioingeniero Kenneth Foster había afirmado que cualquier vínculo entre el efecto Frey de las microondas y el síndrome de La Habana no tenía sentido, que en muchos de los casos los sonidos declarados por los diplomáticos habían sido identificados como el sonido de insectos, que los tipos de síntomas que se han observado representan quejas comunes entre pacientes de cualquier tipo, y que el informe de NAS no había hecho referencia al hecho de que existía evidencia de que el patrón de propagación de los brotes era consistente con la teoría de la enfermedad psicógena. Sin embargo, Ragini Verma de la Facultad de Medicina Perlman de la Universidad de Pensilvania, que fue coautor principal del estudio JAMA, consideró que una "causa totalmente psicógena o psicosomática" era muy poco probable, dados los hallazgos de los investigadores.
El comité de las Academias Nacionales buscó evidencia "de que factores psicológicos y sociales pudieran haber causado o contribuido a los síntomas manifestados por el personal del Departamento de Estado americano", incluida la sugerencia de Bartholomew y Baloh de que una enfermedad psicógena masiva podría ser la causa de los síntomas. Sin embargo, el comité observó que "la probabilidad de una enfermedad psicógena masiva como explicación de los síntomas de los pacientes tenía que establecerse a partir de pruebas suficientes" y "no podía inferirse simplemente por la ausencia de otros mecanismos causales o la falta de lesiones estructurales definitivas". . " El comité concluyó que, debido a que carecía de datos psicológicos o psiquiátricos a nivel del paciente, "no podía hacer una determinación sobre la presencia o ausencia de trastorno delirante como causa de los distintos síntomas agudos en las personas afectadas", pero que "los trastornos delirantes no pueden explicar todos los síntomas padecidos por el grupo de pacientes". Tras señalar que "la significativa variabilidad y heterogeneidad clínica de las enfermedades que afectan al personal del Departamento de Estado deja abierta la posibilidad de múltiples factores causales, en el tiempo y el lugar, tanto para casos individuales como para la población", el comité sostuvo que "ciertos factores psicológicos y sociales", al igual que otros mecanismos estudiados, podrían potencialmente "exacerbar otras algunas manifestaciones patológicas" y contribuir a la morbilidad "en algunos de los casos, especialmente en individuos con síntomas crónicos". El comité también concluyó que "los síntomas y signos agudos iniciales, de aparición repentina, distintos e inusuales descritos en algunos miembros del personal de DOS afectados [...] no pueden atribuirse a factores psicológicos y sociales en ausencia de datos a nivel de paciente".

### Plaguicidas o agentes infecciosos
Un estudio de 2019 encargado por Global Affairs Canada de 23 diplomáticos canadienses expuestos, que finalizó en mayo de 2019, encontró "evidencia clínica, de imágenes y bioquímica consistente con la hipótesis" de que la sobreexposición a inhibidores de colinesterasa (una clase de pesticida neurotóxico) como los piretroides y organofosforados (OP) podría ser una causa de la lesión cerebral; las embajadas y otros lugares de Cuba habían sido fumigados con frecuencia como medida de control de mosquitos contra el virus del Zika. El estudio concluyó que no se podían descartar otras posibles causas.
Un estudio de 2020 llegó a la conclusión de que era poco probable que "la exposición aguda a alto nivel a organofosforados y/o piretroides contribuyera" a las enfermedades, debido a la falta de evidencia de exposiciones a esos pesticidas o historias clínicas consistentes con dicha exposición. Sin embargo, "no pudo descartar la posibilidad, aunque leve, de que la exposición a insecticidas, particularmente los OP, aumentara la susceptibilidad a los factores desencadenantes que causaron los casos del personal de la Embajada". El comité de estudio de las Academias Nacionales también consideró "muy poco probable" que una enfermedad infecciosa (como el virus del Zika, que fue una epidemia en Cuba en 2016-17) causara los síntomas.

### Administración de Trump y errores en la investigación inicial
En 2020, el New York Times informó que varios diplomáticos y oficiales de inteligencia estadounidenses, incluidos altos cargos, se habían enfrentado con personas designadas por la administración Trump, incluida la entonces directora de la CIA, Gina Haspel, así como líderes del Departamento de Estado, sobre la naturaleza y las causas de los presuntos ataques. Una investigación del Times encontró que el Departamento de Estado había "producido evaluaciones inconsistentes de pacientes y eventos, ignorado diagnósticos médicos externos y ocultado información básica al Congreso". A pesar de la opinión generalizada dentro del gobierno de Estados Unidos de que Rusia era responsable, dos funcionarios estadounidenses le dijeron al Times que Haspel no estaba convencida de la responsabilidad de Rusia, o incluso de si ocurrió un ataque. 
Un informe del Departamento de Estado estadounidense de 2018 fue desclasificado y publicado en el Archivo de Seguridad Nacional de la Universidad George Washington, después del litigio de la Ley de Libertad de Información presentado por el Proyecto James Madison. Los documentos indican que el manejo inicial del Departamento de Estado se había ejecutado deficientemente. Peter Kornbluh, del Archivo de Seguridad Nacional, señaló que el informe de 2018 concluyó que la "evaluación inicial de la investigación de lo que estaba sucediendo" del departamento se vio empañada por el caos, la desorganización y el secreto excesivo. En 2021, fuentes familiarizadas con las diversas investigaciones en curso dijeron a CNN que un obstáculo principal para el progreso del gobierno de EE. UU. en la investigación del síndrome era la falta de coordinación interinstitucional entre la CIA, el FBI, los Centros para el Control y la Prevención de Enfermedades y el Departamento de Estado, que llevó a cabo investigaciones "en gran parte aisladas". La coordinación limitada entre las distintas agencias fue causada en parte por "la naturaleza altamente clasificada de algunos detalles y las restricciones de privacidad de los registros médicos".
Una investigación de la Oficina de Asesores Especiales de EE. UU. tuvo como resultado una determinación en abril de 2020 de que había "una probabilidad sustancial de irregularidad" por parte de los líderes del Departamento de Estado. Mark Lenzi, que era un oficial de seguridad diplomática del Departamento de Estado estacionado en Guangzhou, acusó al departamento de "encubrimiento deliberado de alto nivel" y de no proteger a sus empleados. Marc Polymeropoulos, un veterano de la CIA de 26 años, que se había retirado en 2019, afirmó haberse sentido traicionado por el liderazgo de la CIA, acusando a la agencia de no responder adecuadamente a una declaración de síntomas de vértigo por su parte en Moscú en diciembre de 2017 (que Polymeropoulos calificó como "la experiencia más aterradora de mi vida"). Polymeropoulos intentó negociar con la CIA durante años para obtener tratamiento médico especializado, luego de que la agencia arrojara dudas sobre las similitudes entre los síntomas que experimentó y los que sufrieron los diplomáticos en La Habana. Polymeropoulos fue finalmente diagnosticado en el Centro Médico Walter Reed del gobierno de Estados Unidos con una lesión cerebral traumática; su abogado, Mark Zaid, que representó también a casi una docena de clientes que habían declarado haber sufrido por ataques similares, afirmó que Polymeropoulos era el único de sus clientes que había recibido tratamiento en Walter Reed, y otros obtenían tratamiento solo de médicos particulares o en centros médicos académicos.

### Grupos de trabajo del Departamento de Defensa y de la CIA
Hacia el final del gobierno de Trump, el Departamento de Defensa estableció un grupo de trabajo para investigar los informes de ataques contra el personal del departamento en el extranjero. Este estableció el grupo de trabajo en parte como respuesta a la frustración percibida por los funcionarios del Departamento de Defensa, que consideraban que la respuesta por parte de la CIA y el departamento había sido lenta y mediocre. Christopher C. Miller, quien era secretario de Defensa interino en ese momento, alegó en 2021 que "sabía que la CIA y el Departamento de Estado no se estaban tomando esto en serio y queríamos avergonzarlos estableciendo nuestro grupo de trabajo". Miller afirmó que comenzó a considerar los informes de síntomas misteriosos como alta prioridad en diciembre de 2020, después de que realizase una entrevista con otra persona que había declarado haberlos sufrido.
En diciembre de 2020, la CIA, por su parte, estableció un grupo de trabajo para investigar los ataques. La agencia estableció el grupo de trabajo después de continuos informes de presuntos ataques contra oficiales de la CIA en varios lugares del mundo. La agencia amplió su investigación bajo la dirección del director William Joseph Burns, quien asumió el cargo en 2021. En marzo de 2021, el Departamento de Estado nombró a un alto funcionario para supervisar la respuesta del departamento a los ataques.

### Acusaciones al gobierno ruso de Putin
El medio independiente ruso The Insider en colaboración con el alemán Der Spiegel y el programa estadounidense 60 Minutes publicaron una investigación con acceso a documentos interceptados de la inteligencia rusa, registros de viajes, metadatos de llamadas y testimonios, encontró que la unidad militar rusa 29155 recibieron premios y ascensos políticos por trabajos relacionados con el desarrollo de «armas acústicas no letales», acusaciones que fueron rechazadas por el gobierno cubano de Díaz-Canel y el gobierno de Putin.